# Glenn Anders
Charles Glenn Anders (* 1. September 1889 in Los Angeles, Kalifornien; † 26. Oktober 1981 in Englewood, New Jersey) war ein US-amerikanischer Theater- und Filmschauspieler.

## Leben
Anders wurde 1889 als Sohn des schwedischen Einwanderers und Unternehmers Charles Gustave Anders in Los Angeles geboren. Seine Mutter Etta Arvilla Slade, die in Vermont zur Welt kam, war schottisch-irischer Herkunft. Seine Eltern waren strenggläubige Methodisten, weshalb sie anfangs dagegen waren, dass Anders Schauspieler werden wollte. Nach seinem Schulabschluss an der Los Angeles High School im Jahr 1908 willigte zunächst seine Mutter und schließlich auch sein Vater ein, dass Anders die örtliche Wallace Dramatic School besuchen durfte. Sein professionelles Bühnendebüt hatte er mit einer Statistenrolle in Shakespeares Macbeth. Danach trat er als Darsteller in Vaudeville-Theatern auf. 1919 ging er nach New York, um an der Columbia University zu studieren. Noch im selben Jahr gab er sein Broadway-Debüt in dem Bühnenstück Just Around the Corner. Fortan trat er regelmäßig auf der Theaterbühne auf, unter anderem in den Stücken Strange Interlude von Eugene O’Neill und A Farewell to Arms basierend auf Ernest Hemingways gleichnamigem Roman. Über die Jahre trat er mit bedeutenden Schauspielerinnen auf, darunter Judith Anderson, Lynn Fontanne, Ruth Gordon, Helen Hayes und Gertrude Lawrence.
1925 stand Anders in D. W. Griffiths Sally of the Sawdust neben W. C. Fields erstmals vor der Filmkamera. Es folgten jedoch nur wenige Leinwandauftritte. Seine bekannteste Kinorolle war die des Anwalts George Grisby in Orson Welles’ Film-noir-Klassiker Die Lady von Shanghai (1947), in dem Rita Hayworth die Titelrolle spielte und ihm als Femme fatale zum Verhängnis wird. 1951 zog er sich aus dem Filmgeschäft zurück. Bis 1958 spielte er weiterhin Theater am Broadway. Daraufhin ging er in den Ruhestand und verbrachte mehrere Jahre in Guadalajara, Mexiko. Ende der 1970er kehrte er in die Vereinigten Staaten zurück, um seine letzten Jahre in Englewood, New Jersey, zu verbringen. Er starb 1981 im Alter von 92 Jahren und wurde auf dem Kensico Cemetery in Westchester County beigesetzt.

## Filmografie (Auswahl)
- 1925: Sally vom Jahrmarkt (Sally of the Sawdust)
- 1930: Laughter
- 1934: By Your Leave
- 1941: Nothing But the Truth
- 1942: Hüter der Flamme (Keeper of the Flame)
- 1945: Rhapsodie in Blau (Rhapsody in Blue)
- 1947: Die Lady von Shanghai (The Lady from Shanghai)
- 1950: Nancy geht nach Rio (Nancy Goes to Rio)
- 1951: Tarzan und die Dschungelgöttin (Tarzan’s Peril)
- 1951: M
- 1951: Gangster unter sich (Behave Yourself!)
- 1952: Police Story (TV-Serie, eine Folge)